# Stary Targ
Stary Targ (deutsch Altmark in Westpreußen) ist ein Dorf im Powiat Sztumski der polnischen Woiwodschaft Pommern. Es ist Sitz der gleichnamigen Landgemeinde.

## Geographische Lage
Das Kirchdorf liegt im ehemaligen Westpreußen, etwa neun Kilometer ostnordöstlich von Stuhm (Sztum),   acht Kilometer nordnordwestlich von Schönwiese (Krasna Łąka) und fünf Kilometer westlich von Großwaplitz (Waplewo Wielkie).

## Geschichte

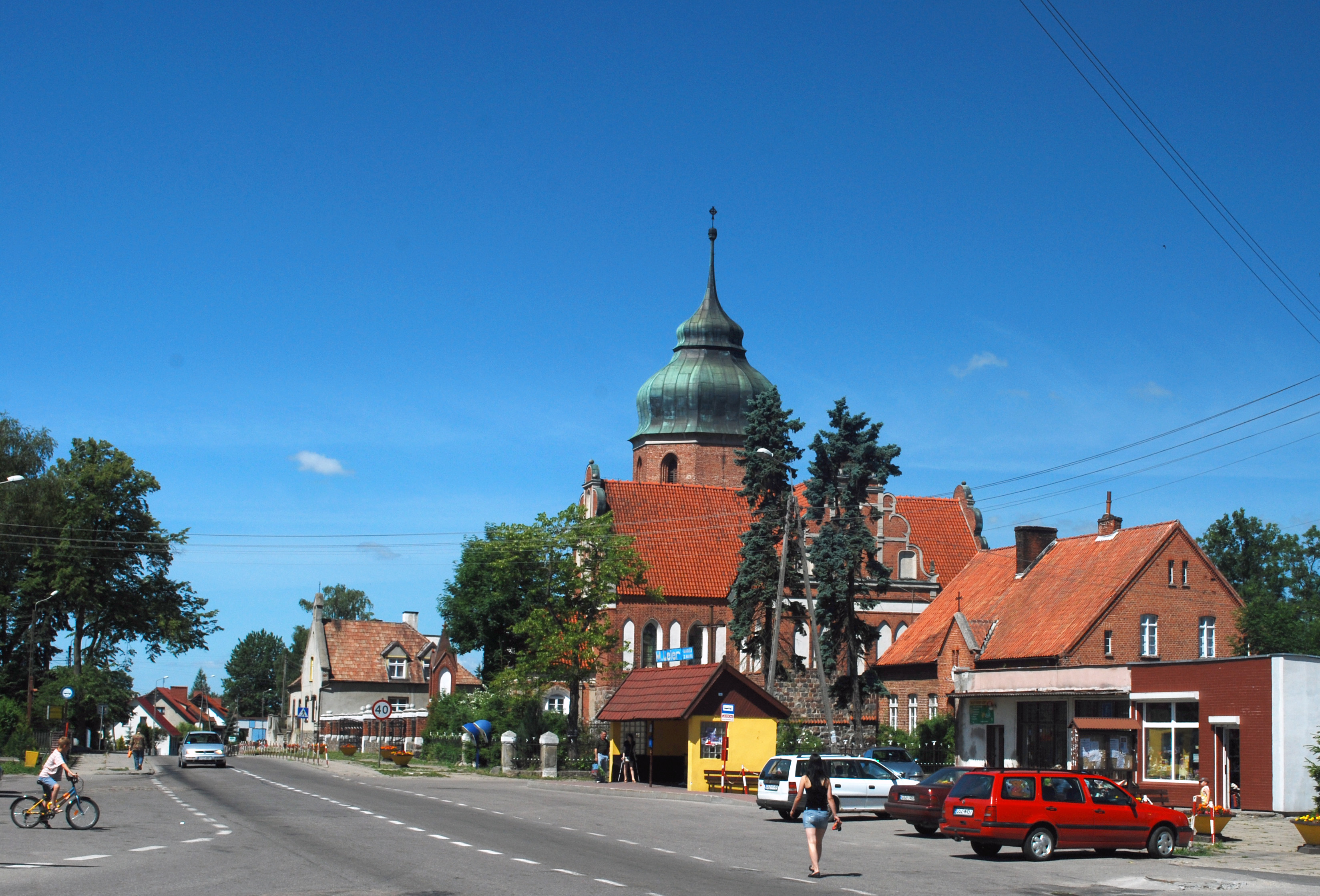
Dorfstraße (Juli 2010)

Ältere Ortsbezeichnungen sind Aldemarkt (15. Jh.), der alde Markt (1544), Altemark albo Starygrod (1629), Starytarg (1672), Starygrod (1674) und Altmark (1773).  Die Gründung des Ortes zwischen 1271 und 1276 wird auf den Christburger Komtur Hermann von Schönberg zurückgeführt.
In Altmark wurde 1629 der auf sechs Jahre geschlossene Waffenstillstand zwischen Schweden, Polen und Brandenburg unterzeichnet. Der Vertrag von Altmark (schwedisch Stillståndet i Altmark, polnisch Rozejm w Altmarku) hielt Schweden den Rücken frei, um in den Dreißigjährigen Krieg eingreifen zu können. Der Waffenstillstand mündete 1635 in den Vertrag von Stuhmsdorf.
Um 1894 gab es im Dorf eine polnische Privatbank.
In den Volksabstimmungen im Gefolge des Versailler Vertrags 1920 stimmte eine knappe Mehrheit der Bürger für Polen, jedoch nicht in der Umgebung, so dass Altmark im Deutschen Reich verblieb.
Der Gutsbezirk Altmark hatte am 1. April 1927 eine Flächengröße von 297 Hektar; am 16. Juni 1925 wohnten im Gutsbezirk 145 Personen.
Im Jahr 1945 gehörte die Landgemeinde Altmark zum Landkreis Stuhm im Regierungsbezirk Marienwerder im Reichsgau Danzig-Westpreußen des Deutschen Reichs. Altmark war Sitz des Amtsbezirks Altmark.
Im Januar 1945 wurde Altmark von der Roten Armee besetzt. Nach Beendigung der Kampfhandlungen wurde die Region seitens der sowjetischen Besatzungsmacht an die Volksrepublik Polen übergeben. Altmark erhielt am 12. November 1946 die polnische Ortsbezeichnung Stary Targ. Der einheimische deutsche Bevölkerungsteil wurde mit wenigen Ausnahmen von der polnischen Administration aus Altmark vertrieben.
Ab dem 7. Juli 1945 gehörte Stary Targ zur Woiwodschaft Danzig. Mit Beschluss vom 4. Dezember 1972 wurde die Gmina Stary Targ gegründet, die nach der Verwaltungsreform im Jahr 1975 innerhalb der Grenzen der Woiwodschaft Elbląg lag und seit 1999 Teil der Woiwodschaft Pommern ist. Seit 2002 gehört die Gemeinde zum Powiat Sztum.

### Demographie
| Jahr | Einwohner | Anmerkungen |
| ---- | --------- | --- |
| 1783 | –         | königliches Dorf und Vorwerk, mit einer Mühle und einer katholischen Kirche, sieben Feuerstellen (Haushaltungen), in Westpreußen |
| 1818 | 0477      | königliches Dorf und Vorwerk, Amt Stuhm, davon 422 im Dorf und 55 im Vorwerk |
| 1864 | 1098      | Dorf und Vorwerk, davon 1058 im Dorf (darunter 142 Evangelische und 886 Katholiken) und 40 auf dem Vorwerk (sechs Evangelische, 34 Katholiken) |
| 1910 | 1135      | Landgemeinde und Gutsbezirk, am 1. Dezember, davon 1020 im Dorf (darunter 104 Evangelische, 902 Katholiken und 14 Juden; 754 Personen mit polnischer Muttersprache) und 115 im Gutsbezirk (20 Evangelische, 95 Katholiken; drei Personen mit polnischer Muttersprache) |
| 1933 | 1212      | [ 2 ] |
| 1939 | 1264      | [ 2 ] |

## Kirche
Die Protestanten der hier bis 1945 anwesenden Dorfbevölkerung gehörten zur evangelischen Pfarrei Groß Rohdau.

## Verkehr
Der Ortsteil Mleczewo hat einen Bahnhof, Dąbrówka Malborska einen Haltepunkt an der Bahnstrecke Warszawa–Gdańsk. Die Bahnhöfe Szropy, Tropy Igły und Waplewo Wielkie lagen an der Bahnstrecke Małdyty–Malbork.

## Gemeinde Stary Targ
Zur Landgemeinde (gmina wiejska) Stary Targ gehören 14 Dörfer mit einem Schulzenamt (sołectwo).

## Sehenswürdigkeiten

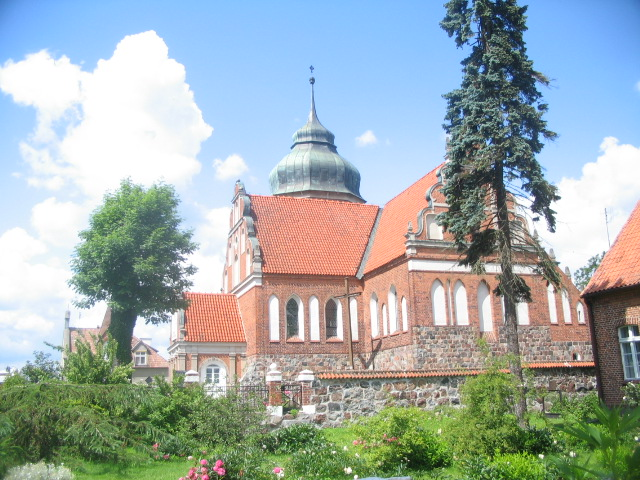
St. Simon und Judas (2009)

Die um 1325 vom Deutschen Orden erbaute Kirche St. Simon und Judas wurde 1905 bis auf den Turm abgerissen und durch einen neobarocken Neubau aus Backstein ersetzt. Beim Abbruch der alten Kirche stieß man auf einen kleinen Silberschatz (ein Kelch und eine Monstranz aus dem 14. Jh.), die möglicherweise während der Schwedenzeit hier verborgen worden waren.
Die Ausstattung der Kirche aus der Zeit des Barock und Rokoko wurde um 1940 restauriert und umfasste folgende Teile:
- Marienaltar um 1600, von Anselm Rabe aus Groß Waplitz entworfen und von Justus Reitlein ausgearbeitet
- Antoniusaltar, nach 1716
- Hochaltar, um 1700
- Weihwasserbecken, vermutlich aus dem 15. Jh.
- Opferstock von 1699
- Kanzel und Taufbecken, 1. Hälfte des 18. Jh.

## Persönlichkeiten
- Josef Neumann (* 1960), deutscher Politiker und Abgeordneter im Landtag von Nordrhein-Westfalen